# Tramado
El tramado es una técnica usada en computación gráfica para crear la ilusión de profundidad de color en imágenes con una paleta de colores limitada (reducción de color). En una imagen tramada, los colores no disponibles en la paleta se aproximan por una difusión de píxeles de color dentro de la gama de colores disponibles. El ojo humano percibe la difusión como una mezcla de los colores dentro de ésta (ver percepción del color). El tramado es análoga a la técnica denominada semitonos utilizada en impresión. Las imágenes tramadas, en particular las que tienen relativamente pocos colores, a menudo se distinguen por un grado de granulosidad característico o por un aspecto moteado. El tramado se usa habitualmente en el procesamiento de datos de audio y video digital, y a menudo es una de las últimas etapas para la masterización del audio en un CD.

## Ejemplos
La reducción de la profundidad de color de una imagen a menudo puede tener importantes efectos secundarios visuales. Si la imagen original es una fotografía, es probable que tenga miles o incluso millones de distintos colores. El proceso de limitar los colores disponibles a una paleta de colores específica efectivamente quita una cierta cantidad de información de color.
Un gran número de factores puede afectar la calidad resultante de una imagen en color reducido. Tal vez el más significativo es la paleta de colores que se utilizará en la imagen reducida. Por ejemplo, una imagen original (Figura 1) podrá reducirse a los 216 colores de la paleta de "colores seguros". Si los colores de los píxeles originales son simplemente traducidos al color más próximo disponible en la gama de colores, no se produce tramado (Figura 2). Por lo general, este enfoque produce zonas planas (contornos) y una pérdida de detalle, y puede producir manchas de color que son significativamente diferentes del original. Las áreas sombreadas o con gradiente de color pueden aparecer como bandas de color, lo que puede ser una distracción. La aplicación de tramado puede ayudar a minimizar tales artefactos visuales, y por lo general resulta en una mejor representación del original (Figura 3). El tramado ayuda a reducir las bandas de colores y la uniformidad (flatness).
Uno de los problemas asociados con el uso de una paleta de colores fija es que muchos de los colores necesarias pueden no estar disponibles en la paleta de colores, y muchos de los colores disponibles pueden no ser necesarios; una paleta fija que contiene principalmente tonos de verde no sería apropiada para las imágenes que no contienen muchos tonos de verde, por ejemplo. El uso de una paleta de colores optimizada puede ser de beneficio en tales casos. Una paleta de colores optimizada es aquella en la que los colores disponibles son elegidos basándose en la frecuencia con que se utilizan en la imagen original. Si la imagen se reduce usando una paleta optimizada, el resultado suele ser mucho más cercano al original (Figura 4).
El número de colores disponibles en la paleta es también un factor contribuyente. Si, por ejemplo, la paleta se limita a solo 16 colores, la imagen resultante podría sufrir la pérdida de detalle, e incluso problemas más pronunciados con la uniformidad y las bandas de color (Figura 5). Una vez más, el tramado puede ayudar a minimizar tales artefactos (Figura 6).
|                                                            |
| Figura 1. Foto original. Note la suavidad en los detalles. |

| |
| Figura 2. La imagen original utilizando la paleta de colores seguros sin aplicar tramado. Tenga en cuenta las grandes áreas planas y la pérdida de detalle. |

| |
| Figura 3. La imagen original utilizando la paleta de colores seguros con la aplicación del algoritmo de tramado de Floyd-Steinberg. Note que a pesar de que se utiliza la misma la paleta, la aplicación de tramado permite una mejor representación del original. |

| |
| Figura 4. Aquí, el original ha sido reducido a una paleta de 256 colores optimizados con la aplicación del tramado de Floyd-Steinberg. El uso de una paleta optimizada, en lugar de una paleta fija, permite que el resultado represente mejor los colores de la imagen original. |

| |
| Figura 5. La profundidad se reduce a una paleta de 16 colores optimizados en esta imagen, sin tramado. Los colores aparecen apagados y las bandas de color son pronunciadas. |

| |
| Figura 6. Esta imagen también utiliza la paleta de 16 colores optimizados, pero el uso del tramado ayuda a reducir las bandas. |

## Nota
- Datos: Q376493
- Multimedia: Dithering / Q376493